# Алексєєв Євген Іванович
Євген Іванович Алексєєв (11 (23) травня 1843 р., Севастополь, Російська імперія - 27 травня (9 червня) 1917 р., Ялта, Російська імперія) — російський військовий і державний діяч, генерал-ад'ютант (1901), адмірал (6 квітня 1903 р.).
Брав участь у дальніх плаваннях, трьох навколосвітніх подорожах. Учасник так званої "безобразовської кліки". У якості головного начальника Квантунської області, як ніхто інший сприяв розв'язанню російсько-японської війни. Намісник на Далекому Сході і головнокомандувач російських військ у Порт-Артурі та Маньчжурії.

## Життєпис
Син капітан-лейтенанта Івана Максимовича Алексєєва (1796-1849). По деяким даним позашлюбний син Олександра ІІ.
20 серпня 1856 р. вступив кадетом у Морський кадетський корпус. Після закінчення корпусу, 17 квітня  1863 р. у званні гардемарин почав службу у 4 флотський екіпаж. і відправився більш ніж у трирічне навколосвітнє плавання на корвет "Варяг" під командуванням капітан-лейтенанта, пізніше капітан 2-го ранга Р. О. Лунд. Під час цієї подорожі брав участь в експедиції до берегів Північної Америки. 19 квітня 1865 р. отримав звання мічман.
Продовжуючи службу на корветі, перейшов на Далекий Схід Росії, де побував в наукових рейсах по Тихому океану та ніс стаціонерську службу в портах Китаю та Японії.
3 червня 1867 р. після повернення додому він став лейтенантом і був переведений 1 квітня 1869 р. у 1-й флотський Його Імператорської Височності генерал-адмірала екіпаж з призначенням 22 січня 1871 р. флаг-офіцером до начальника загону суден в грецьких водах, контр-адміралу О. І. Бутакову.
З початку 1871 р. у плаванні на фрегаті "Світлана".
15 листопада 1871 р. нагороджений Орден Святого Станіслава 3 ступеня. З 21 травня 1872 р. по 22 вересня 1873 р. знаходився у плаванні по Середземному морю на кліпері "Жемчуг" під командування капітана 2-го рангу Ф. І. Геркена, а з 22 вересня 1873 р. по 16 липня 1875 р. на фрегаті "Князь Пожарський" під командуванням капітана 2-го рангу В. Г. Басаргіна. Під час своєї служби на Середземному морі був нагороджений 16 червня 1873 р. італійським орден Корони офіцерського хреста, у 1874 р. орден Святої Анни 3-го ступеня, 26 квітня 1876 р. турецьким орденом Османіє 4-го ступеня і 22 вересня 1875 р. "за здійснення двадцяти морських кампаній" орден Святого Володимира з бантом.
З 13 жовтня 1875 р. по 8 квітня 1876 р. та з 11 листопада 1876 р. по 8 липня 1877 р. знаходився у плаванні по Атлантичному океану на фрегаті "Світлана" під командуванням капітана 1-го рангу великого князя Олексія Олександровича і на корветі "Богатир" під командуванням капітана 1-го рангу Д. П. Шафрова. 1 січня 1877 р. отримав звання капітан-лейтенант, а 20 березня нагороджений Орден Святого Станіслава 2-го ступеня.
2 березня 1878 р. був призначений виконуючим посаду старшого офіцера плавучої батареї (броненосця берегової оборони) "Кремль", а 11 березня затверджений на займаній посаді і переведений у 2-й флотський екіпаж.
З 1 квітня по 19 вересня 1878 р. знаходився у плаванні в США на пароході "Цимбрія" під командуванням еапітан-лейтенанта К. К. Гріпенберга. з 19 вересня по 23 жовтня 1878 р. на пароході "Уахо" під командуванням капітан-лейтенанта Ломена.
З 23 жовтня 1878 р. по 23 червня 1879 р. командував крейсером "Африка" в плаванні по Атлантичному океану, Північному та Балтійському морях. За здійснення закордонного плавання був удостоєний Височайшого благовоління і нагороджений орден Святої Анни 2-го ступеня. З 20 травня 1880 р. по 10 червня 1883 р. командував тим же крейсером у складі Тихоокеанської ескадри під командуванням адмірала С. С. Лесовського. 15 травня 1883 р. "за відзнаку" присвоєно звання капітан 2-го рангу.
30 жовтня 1883 р. призначений наказом керуючого морським міністерством адмірала І. А. Шестаков агентом Морського міністерства у Франції і 13 грудня відрахований від командування крейсером "Африка". 13 квітня 1886 р. йому було присвоєно звання капітан 1-го ранга. 17 листопада того ж року призначений командиром крейсера "Адмірал Корнілов". Посада агента залишилася при ньому. 18 серпня 1888 р. був нагороджений орден Почесного легіона командорського хреста. З 9 серпня по 31 жовтня 1888 р. був командиром крейсера під час подорожі з Франції в Росію, а з 1 серпня 1889 р. по 19 серпня 1891 р. був у навколосвітньому плаванні. 4 грудня 1889 р. був нагороджений грецьким орден Спасителя  командорського хреста. 10 червня 1891 р. турецьким орден Меджедіє 2 ступеня з зіркою, а 1 січня 1890 р. орден Святого Володимира 3-го ступеня.
1 січня 1895 р. був призначений начальником  ескадри Тихого океану. 14 травня 1896 р. нагороджений Орден Святої Анни 1-го ступеня. Під час командування ескадрою в закордонних водах12 грудня 1896 р. нагороджений китайським Орден  Дракона та японським Орден Вранішнього Сонця 1-го ступеня.